# إمارة (نظام غربي)

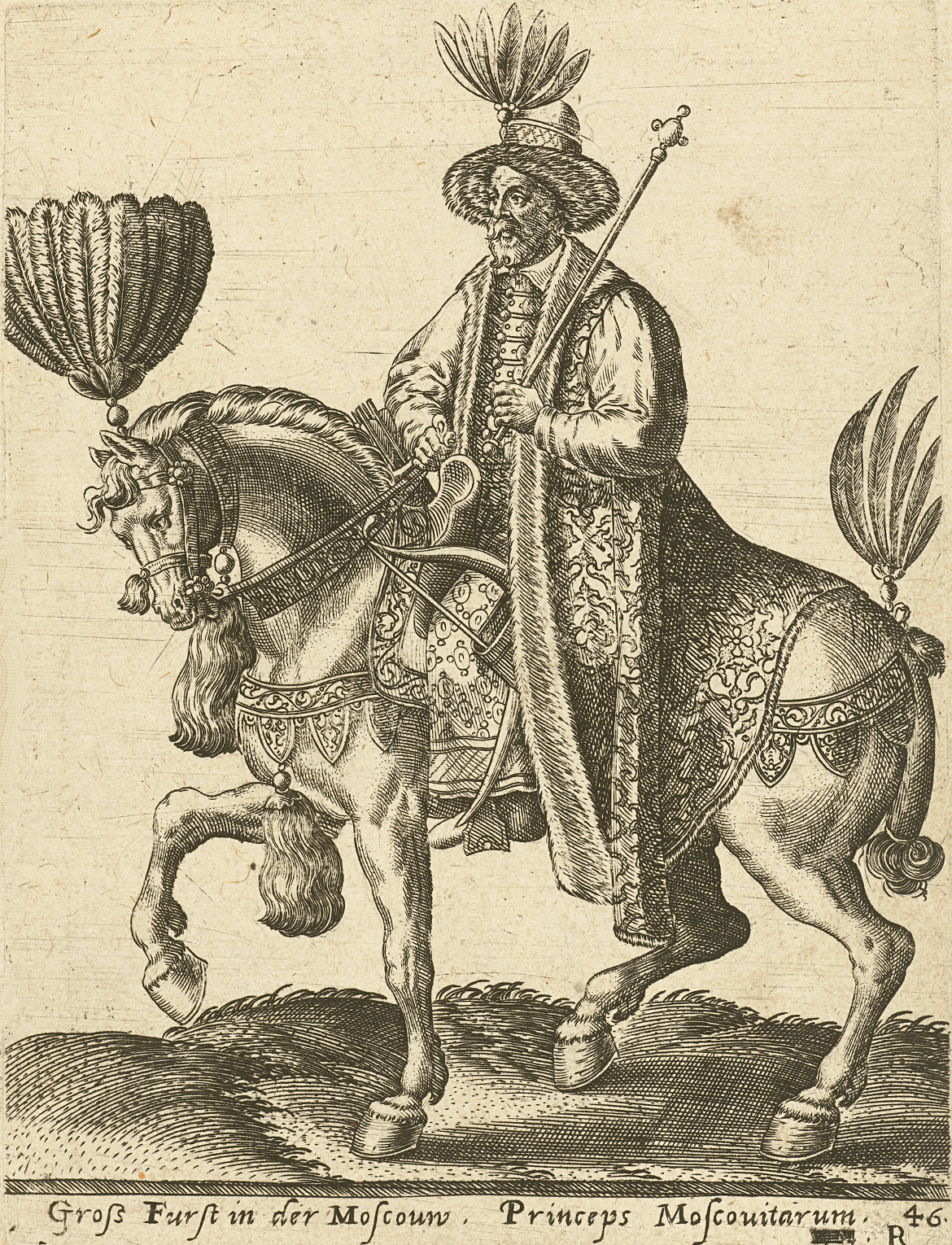

إمارة (بالإنجليزية: principality (أو princedom) هي إقطاعية ملكية أو دولة ذات سيادة، يحكمها عاهل يحمل لقب أمير أو أميرة، أو (بمعنى أعم) يحكمها عاهل يحمل لقب آخر يتضمن استخدام مصطلح أمير بشكل عام. يختلف هذا المصطلح عن مصطلح إمارة المشتق من اللغة العربية والذي يشير إلى الأرض التي يحكمها حاكم مسلم.